# Милоне (Верона)
Милоне је насеље у Италији у округу Верона, региону Венето.
Према процени из 2011. у насељу је живело 50 становника. Насеље се налази на надморској висини од 100 м.